# Данвуди, Энн Элизабет
Энн Элизабет Данвуди (англ. Ann Elizabeth Dunwoody; род. 14 января 1953, Форт-Бивер, Фэрфакс, Виргиния) — американский военный деятель, генерал Армии США, известная тем, что стала первой американской женщиной, достигшей четырёхзвёздного генеральского звания. 17-й командующий Командованием материальным обеспечением Армии США с 14 ноября 2008 года по 7 августа 2012 года.
Родилась на военной базе в Виргинии в семье с давними воинскими традициями. После окончания университета, в 1975 году, записалась в Армию США, где служила в составе Женского армейского корпуса. Поначалу сталкивалась с пренебрежительным отношением со стороны сослуживцев-мужчин. По истечении двухлетнего контракта перевелась на службу в армейский Корпус квартирмейстеров. В 1987 году окончила Командно-штабной генеральный колледж Армии США. Прошла путь от командира отделения до командира батальона, став единственной женщиной в этом качестве в 82-й воздушно-десантной дивизии. Приняла участие в войнах в Персидском заливе, Афганистане, Ираке. В 2002 году была повышена в звании до генерал-майора, а в 2005 году — до генерал-лейтенанта. Занимала ряд ответственных постов, была командующим нескольких командований в области материальной поддержки войск, где нередко оказывалась первой и единственной женщиной. В 2008 году получила звание полного генерала, став первой женщиной в этом качестве за всю историю США. В том же году заняла должность командующего Командованием материальным обеспечением Армии США, на которой находилась до 2012 года, когда вышла в отставку после 38 лет военной службы. Замужем за бывшим офицером ВВС США, детей нет, в отставке занимается бизнесом. Является обладателем многочисленных военных и общественных наград, командор французского ордена «За заслуги».

## Биография

### Молодые годы, семья, образование
Энн Элизабет Данвуди родилась 14 января 1953 года на базе Форт-Бивер, штат Виргиния, в семье Гарольда и Элизабет Данвуди.
История военных традиций связывает не менее пяти поколений рода Данвуди. В вооружённых силах служила большая часть семьи Энн, а все мужчины по отцовской линии оканчивали Военную академию в Вест-Пойнте. Прадед — Генри Гаррисон Чейз Данвуди (1842—1933), выпускник Вест-Пойнта (1866), бригадный генерал. Дед — Хэлси Данвуди (1881—1952), выпускник Вест-Пойнта (1905), полковник, участник Первой мировой войны. Отец — Гарольд Хэлси Данвуди (1919—2015), выпускник Вест-Пойнта (1943), бригадный генерал, участник Второй мировой, Корейской и Вьетнамской войн, кавалер креста «За выдающиеся заслуги». Мать — Элизабет Хошир Данвуди (1924—2006), выпускница Корнеллского университета со степенью бакалавра в области домашней экономики. У них было шесть детей: четыре дочери и два сына — Сьюзен, Энн, Жаклин, Кэтрин (ум. в 1957), Гарольд, Уильям. Старшая сестра — Сьюзен (в замужестве — Шойк) — стала третьей женщиной — пилотом армейского вертолёта; её муж — Джеймс, полковник ВВС; их дочь и племянница Энн — Дженнифер — выучилась на лётчика-истребителя и вылетала с миссиями в Афганистан. Брат — Гарольд Хэлси Данвуди-младший (1948—2018), выпускник Вест-Пойнта (1970), первый лейтенант.
Энн выросла на военных базах в Германии и Бельгии, где служил отец. Тем не менее, он не поощрял свою дочь к выбору военной карьеры. В 1969 году Данвуди окончила американскую среднюю школу Верховного главнокомандования объединённых сил в Европе при штаб-квартире НАТО. Данвуди не могла поступить в Вест-Пойнт, поскольку тогда в академию не принимали женщин (запрет был снят в 1976-м году), но она и не собиралась служить в вооружённых силах, а хотела стать тренером и преподавать физкультуру. Данвуди поступила в Университет штата Нью-Йорк в Кортленде и в 1975-м году закончила его со степенью бакалавра наук в области физического воспитания. Во время учёбы она занималась теннисом и гимнастикой, была членом университетской команды по гимнастике.

### Военная служба

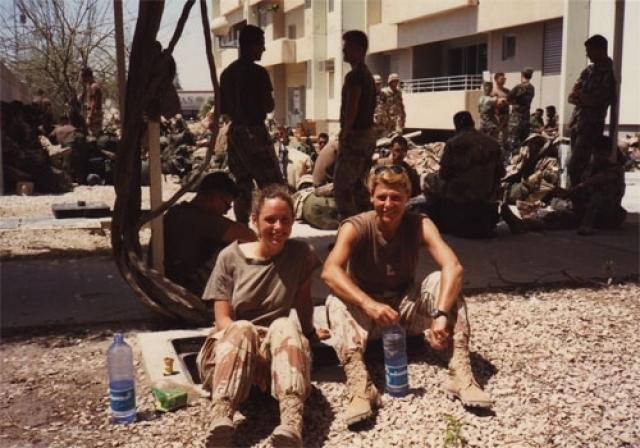
Энн Данвуди с сослуживцами на привале

В 1975 году, в последний год учёбы в университете, Данвуди записалась на 11-недельный курс подготовки офицеров на базе Форт-Макленнан, штат Алабама, по окончании которого была зачислена по двухлетнему контракту с жалованием 500 долларов в месяц на действительную военную службу в звании второго лейтенанта Женского армейского корпуса Армии США. В следующем году Корпус был распущен, а женщины интегрированы в ряды регулярной армии и стали служить наравне с мужчинами. В 1976 году Данвуди окончила офицерский курс квартирмейстеров и базовую воздушно-десантную школу, став первой женщиной в этом качестве. Так как во время прохождения военной подготовки было запрещено носить шпильки и заколки, она приматывала свои длинные волосы к голове скотчем, чтобы не пришлось их остричь. В том же году Данвуди получила первое назначение на пост командира взвода, затем — начальника штаба роты, адъютанта, а потом и командира 226-й роты технической поддержки 100-го батальона снабжения и транспорта на базе Форт-Силл, штат Оклахома. Вначале она встречала пренебрежительное отношение со стороны мужчин, говоривших, что «женщине не место в армии». Некоторые старшие офицеры поручали Данвуди выполнять работу нижестоящих чинов, но ситуация улучшилась, когда они признали, что она достойно исполняет свои обязанности. Первоначально планируя прослужить только два года по контракту, в дальнейшем она решила сделать военную карьеру, которая оказалась связанной исключительно с Корпусом квартирмейстеров. Так получилось потому, что главным наставником Данвуди в то время, по её словам, оказался сержант первого класса Уэнделл Боуэн: «Он обнял меня и сказал, что сделает меня лучшим командиром взвода — не лучшим командиром женского взвода, а лучшим командиром взвода — в армии». Впоследствии она отмечала, что с тех пор военное руководство стало лучше понимать и оценивать силу разнообразия для армии и национальной безопасности.
В 1980 году Данвуди окончила углубленный офицерский курс квартирмейстеров, после чего была назначена адъютантом 8-й пехотной дивизии, а затем командиром 29-й районной группы поддержки 5-го отряда квартирмейстеров на базе в Кайзерслаутерне, Германия. В 1984 году она окончила школу мастеров-парашютистов при 10-й группе специальных сил на базе в Бад-Тёльце, Германия. Там Данвуди прикрепили к мужчине-парашютисту, посчитав, что в её документах есть опечатка и что она — мужчина по имени Энди. В том же году Данвуди стала командиром отделения капитан-квартирмейстеров центра военного персонала в Алегзандрии, штат Виргиния.

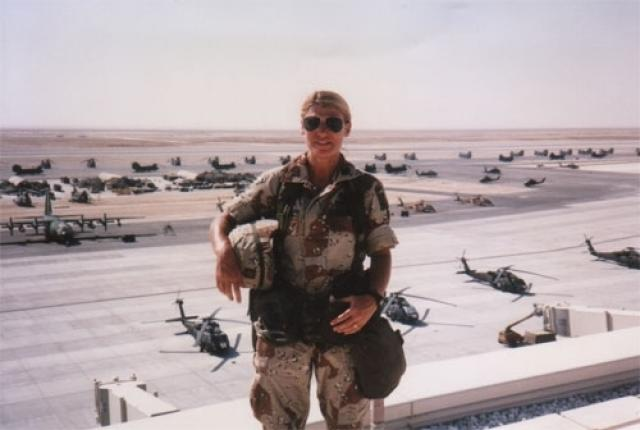
Энн Данвуди во время войны в Персидском заливе

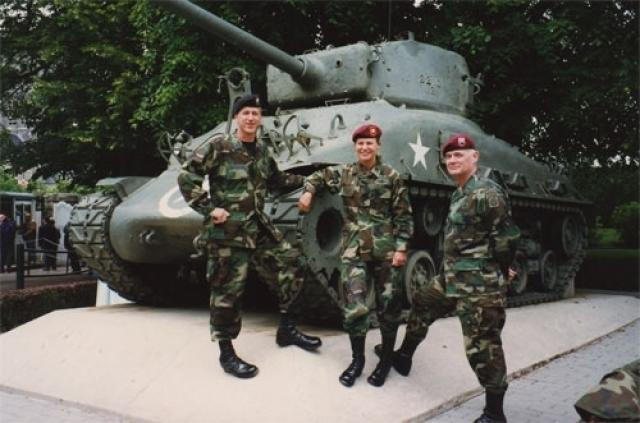
Энн Данвуди с товарищами в 1994 году, на 50-летие высадки в Нормандии

В 1987 году Данвуди окончила Командно-штабной генеральный колледж Армии США на базе Форт-Ливенворт, штат Канзас. В следующем, 1988 году, она окончила Флоридский технологический институт со степенью магистра наук в области логистического менеджмента. В том же году в звании майора Данвуди была назначена начальником отдела учёта имущества 82-й воздушно-десантной дивизии на базе Форт-Брэгг, штат Северная Каролина. В 1989 году она стала начальником штаба, а затем офицером, ответственным за укладку парашютов в 407-м батальоне снабжения и транспорта в составе 82-й дивизии. В 1990—1991 годах в этом качестве Данвуди принимала участие в операциях «Щит пустыни» и «Шторм пустыни» в ходе войны в Персидском заливе с территории Саудовской Аравии. В 1992—1993 годах она была командиром 407-го батальона снабжения и транспорта, оказавшись первой женщиной — командиром батальона в 82-й дивизии. В 1993 году Данвуди стала командиром 782-го батальона основной поддержки. В 1995 году она окончила Индустриальный колледж вооружённых сил со степенью магистра наук в области национальной ресурсной стратегии.
В 1996 году Данвуди была назначена командующим Командованием поддержки 10-й горной дивизии на базе Форт-Драм, штат Нью-Йорк. В 2000—2002 годах она занимала пост командующего 1-м командованием поддержки корпусов на базе Форт-Брэгг, штат Северная Каролина, где была единственной женщиной. В 2001 году Данвуди приняла участие в операции «Несокрушимая свобода» в ходе войны в Афганистане, будучи занятой на развёртывании комбинированных объединённых целевых сил 82 в Узбекистане. В 2002 году она была повышена в звании до генерал-майора. В 2002—2004 годах Данвуди занимала пост командующего Командованием наземного развёртывания и распределения в базе Скотт, штат Иллинойс, со штаб-квартирой в Алегзандрии, штат Виргиния, став первой женщиной на этом посту. В 2004—2005 годах она была командующим Командованием комбинированной поддержки сил Армии США на базе Форт-Ли, штат Виргиния, оказавшись первой женщиной на этой должности. Также Данвуди занимала должность стратегического планировщика при начальнике штаба Армии США, а также находилась на посту начальника штаба директора Агентства оборонной логистики.
В 2005 году Данвуди была повышена в звании до генерал-лейтенанта, став самой высокопоставленной женщиной в армии. В 2005—2008 годах она занимала должность заместителя начальника штаба по логистике (G-4) в Пентагоне в Вашингтоне, став первой женщиной на этой должности. В 2006 году Данвуди стала председателем совета директоров Оборонного агентства военных магазинов. 17 июня 2008 года она была назначена заместителем командующего армейским Командованием материальным обеспечением, оказавшись первой женщиной в этой должности.
«Я никогда не считала себя никем, кроме как солдатом. Я признаю, что после этого выбора некоторые из нас будут рассматривать меня как первопроходца, но важно помнить также и о поколениях женщин, чьи преданность, приверженность и качественная служба помогли нам раскрыть двери таких возможностей. Сегодня в нашей армии так много талантливых женщин… вы будете впечатлены. И ещё более захватывающим для меня является понимание того, что, хотя я могу стать первой, я знаю, что не буду последней. Я в восторге от этого выбора и горжусь тем, что продолжаю служить!».
23 июня 2008 года президент США Джордж У. Буш назначил Данвуди на должность командующего армейским Командованием материальным обеспечением, предложив Сенату её кандидатуру для повышения в звании до генерала. Как отмечалось в СМИ, в то время женщины составляли около 14 % от 1,4 миллиона человек, находящихся на действительной военной службе, однако им в отличие от мужчин было запрещено участвовать в боевых действиях, и поэтому они не достигали высших воинских званий, но в случае Данвуди было сделано соответствующее исключение. Так, в возрасте 55 лет и спустя 33 года пребывания на военной службе, не считая формального одобрения Сената, Данвуди стала первой женщиной — полным четырёхзвёздным генералом за всю военную историю США: спустя 11 лет после появления первых женщин — трёхзвёздных генералов (в Корпусе морской пехоты — Кэрол Муттер, в Армии — Клаудия Кеннеди), спустя 35 лет после появления первой женщины — двухзвёздного генерала (в ВВС — Джин Холм), спустя 38 лет после появления первых женщин — однозвёздных генералов (в Армии — Анна Мэй Хейз и Элизабет Хойзингтон). На тот момент она также являлась второй женщиной — трёхзвёздным генералом, находящейся на действительной службе, после Кэтлин Гейни.
Министр обороны Роберт Гейтс назвал это событие историческим для министерства обороны, сказав, что «женщины продолжают добиваться больших успехов и внесли неоценимый вклад в защиту этой нации», секретарь Армии Пит Джерен отметил, что «лидерские качества, способности и карьера генерал-лейтенанта Данвуди лучше всего подготовили её к руководству армейским Командованием материальным обеспечением», а начальник штаба Армии США генерал Джордж Кейси заявил, что повышение Данвуди «говорит не только о её успехе и значительном вкладе на протяжении всех 33 лет службы, но также демонстрирует уровень вероятных возможностей на нашей разнообразной, качественной и добровольной службе в Армии», которая и «дальше будет наращивать силу благодаря нашему многообразию». В то же время Спикер Палаты представителей Нэнси Пелоси отметила, что данный шаг является «приветственным сигналом от министерства обороны, заключающимся в том, что продвижение в высшие ранги наших вооружённых сил теперь будет основываться на лидерских качествах, способностях и преданности делу, а не на признаках пола», тогда как сенатор Хиллари Клинтон сказала, что «сегодня с номинацией женщины в ранг генерала впервые в истории американских вооружённых сил в нашей стране был разрушен ещё один стеклянный потолок. Номинация генерал-лейтенанта Энн Данвуди не только отражает её собственные замечательные достижения как офицера, но и служит символом огромных успехов женщин, которые служат этой стране в военной форме». Первый генерал Анна Мэй Хейз отметила, что продвижение Данвуди — «большой шаг вперёд для всех женщин в Армии. Таким образом признаются не только её выдающиеся лидерские качества, но также и потрясающий вклад женщин-солдат в единые вооружённые силы». Сама Данвуди достаточно смиренно приняла данное событие: «Я выросла в семье, которая не знала, что такое стеклянный потолок. Это повышение только подтверждает то, что я знаю и во что верю на протяжении всей моей военной карьеры… что двери продолжают открываться для мужчин и женщин в военной форме».

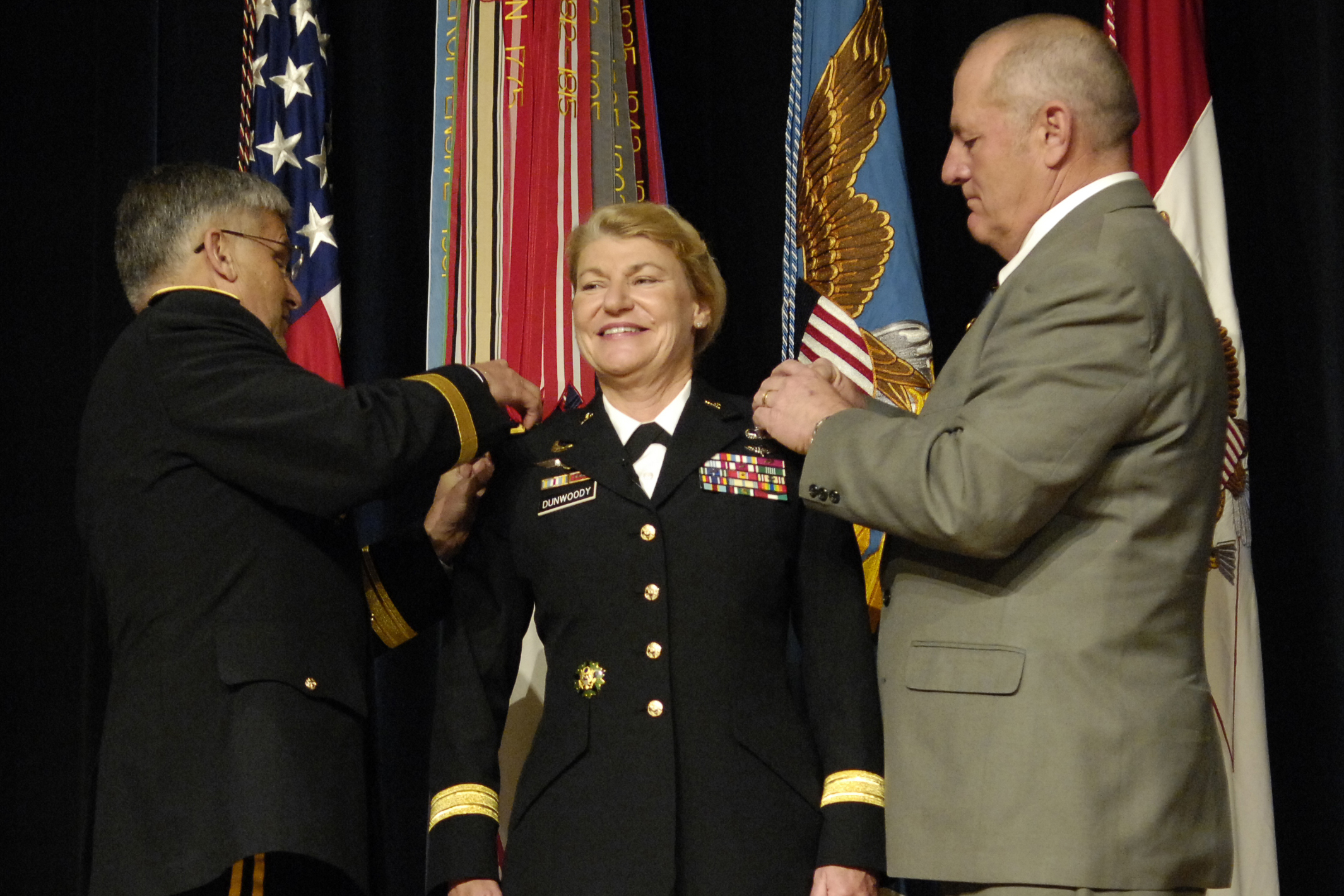
Церемония присвоения звания генерала, 14 ноября 2008 года

Месяц спустя, 23 июля повышение Данвуди было одобрено Сенатом США. Церемония присвоения звания прошла 14 ноября в Пентагоне в присутствии министра обороны, секретаря армии, председателя и всех членов Объединённого комитета начальников штабов, многих высокопоставленных военных деятелей. Зал был переполнен, в нём не было свободных мест, и трёхзвёздным генералам пришлось стоять, в связи с чем министр обороны Гейтс отметил, что «мы пригласили всех, кроме пожарных маршалов», а генерал Кейси отметил, что нигде не видел такой большой «коллективной улыбки». Звёзды к погонам Данвуди прикрепили её муж Крейг и начальник штаба Армии Кейси. Церемония оказалась довольно эмоциональной, со слезами на глазах Данвуди, аплодисментами и овацией присутствующих после её повышения. Позже министерство обороны распространило через агентство Associated Press официальную фотографию Данвуди, которая, как выяснили журналисты, была отредактирована, в частности в качестве фона вместо книжных полок появился американский флаг. После этого фото было удалено, однако в минобороны отказались признавать неверность действий своих сотрудников в ущерб достоверности изображения, но тем не менее пообещали жёстче следить за предоставлением общественности точной и своевременной информации. В тот же день, спустя несколько часов после повышения, Данвуди заступила на должность командующего армейским Командованием материальным обеспечением, на которой стала 17-м человеком и первой женщиной, сменив генерала Бенджамина Гриффина.

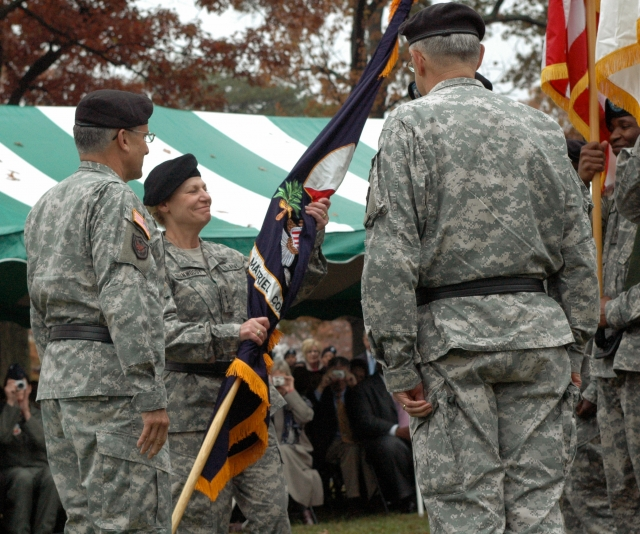
Церемония передачи командования, 14 ноября 2008 года

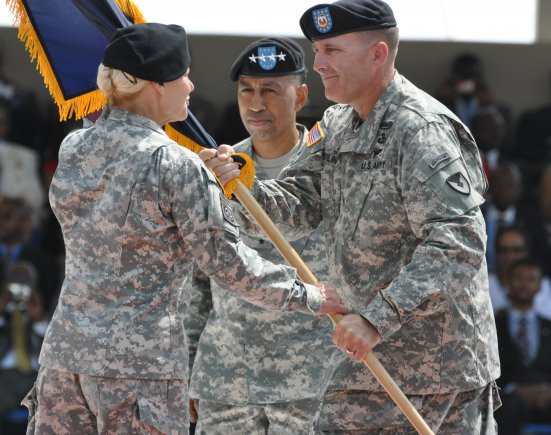
Церемония передачи командования, 7 августа 2012 года

Данвуди стала начальником для 56 тысяч военнослужащих и гражданских лиц, занимающихся поддержкой и логистикой войск в Ираке и Афганистане; неоднократно инспектировала как военные базы за рубежом, так и оборонные объекты в США; осуществила перевод штаб-квартиры командования с базы Форт-Бивер, штат Виргиния, в Редстоунский арсенал в Хантсвилле, штат Алабама. Именно там, в новом здании, был встречен 236-й день рождения Армии США, а затем и 50-летие АМК, в рамках празднования которого был заложен первый Зал славы служащих Командования. Понимая, что, несмотря на перемены, женщины всё ещё сталкиваются с проблемами на военной службе, Данвуди вела работу по предотвращению и искоренению сексуальных домогательств и насилия, участвовала в утверждении нового восприятия женщин-военнослужащих. Так, в 2012 году, при президенте Бараке Обаме, второй после Данвуди женщиной — четырёхзвёздным генералом в Вооружённых силах и первой в ВВС стала Джанет Вулфенбарджер. В том же году Данвуди вручила флаг командующего Контрактным командованием Армии США генерал-майору Камилле Николс, первой женщине на этом посту.

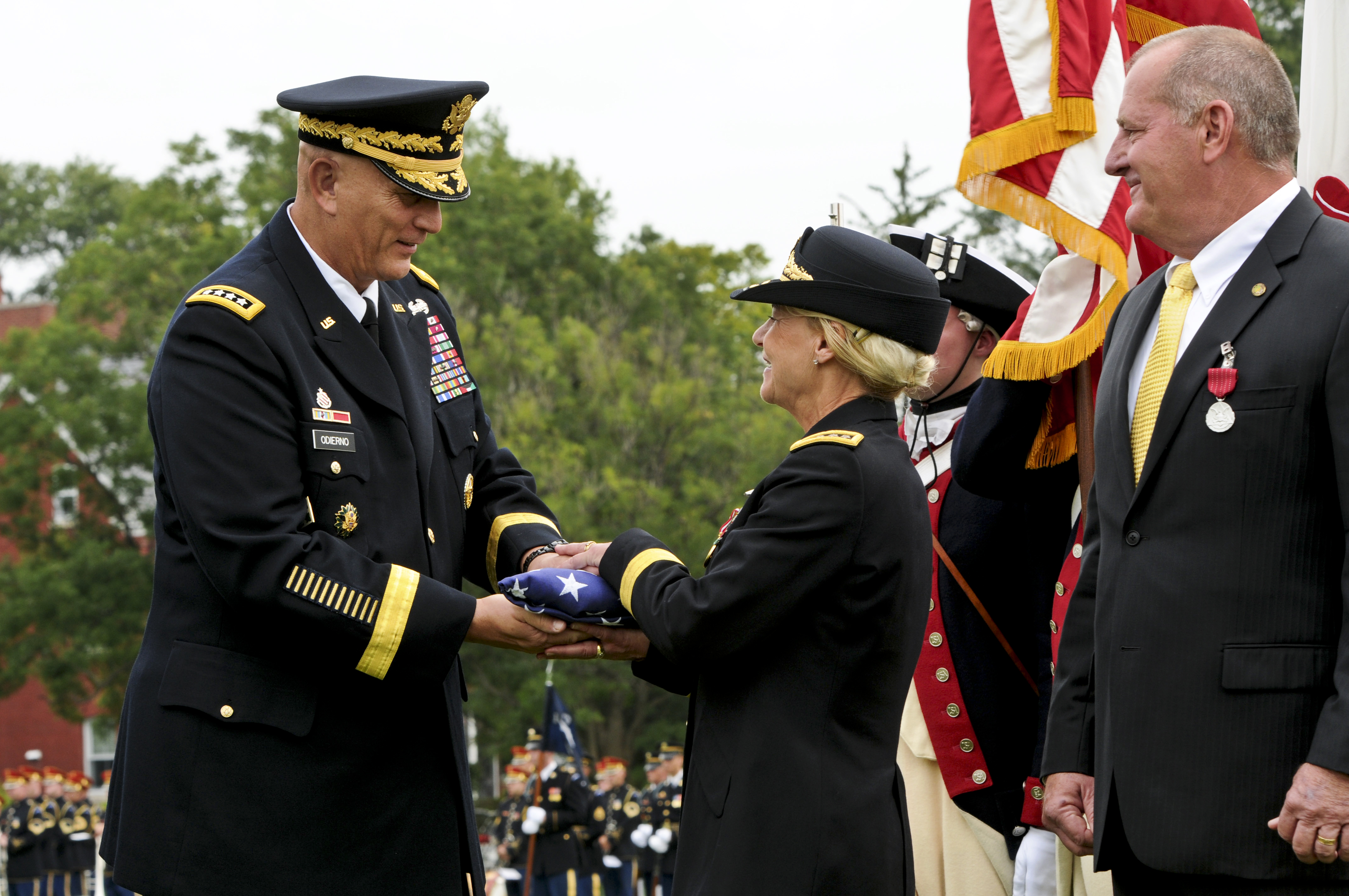
Церемония выхода в отставку, 15 августа 2012 года

7 августа 2012 года Данвуди оставила пост командующего Командованием материальным обеспечением, передав полномочия генералу Деннису Виа на церемонии в Редстоунском арсенале. 15 августа того же года после 38 лет военной службы она вышла в отставку на церемонии на плацу Саммеролл на базе Майер-Хендерсон Холл, штат Виргиния, близ Пентагона, где была награждена начальником штаба Армии генералом Рэймондом Одиерно медалью Армии «За выдающуюся службу».

### В отставке
В отставке Данвуди занялась бизнесом. В настоящее время она занимает пост президента «First 2 Four», крупной флоридской консалтинговой компании. Данвуди входит в советы директоров нескольких государственных, частных и некоммерческих компаний и учреждений: в 2013 году — «Logistics Management Institute» и «Republic Services», в 2016-м — «Kforce», а в 2018-м — «Automattic». Также она является членом совета директоров «L-3 Communications», «Thanks USA», Национального музея Армии, членом совета попечителей «Ассоциации Армии США» и Флоридского технологического института.

### Личная жизнь
«Никто не удивился этому [повышению] больше, чем я, не считая, конечно же, моего мужа. Но вы ведь знаете, как говорят: за каждой успешной женщиной стоит удивлённый мужчина».
В 1990 году Энн Данвуди вышла замуж за Крейга Бротчи, полковника ВВС США. Они познакомились во время совместной учёбы в Командно-штабном генеральном колледже Армии США. В 2000 году Бротчи ушёл в отставку, занялся бизнесом, а затем вышел на пенсию. У Крейга есть два сына от прежнего брака — Брайан и Скотт, которым Энн стала мачехой.
Данвуди живёт в Тампе, штат Флорида. Вместе с мужем она ведёт активный образ жизни, занимается пешим туризмом, катанием на лыжах, бегом, плаванием, теннисом. Держит спрингер-спаниеля по кличке Барни.

## Почести
| \| \| \| \| \| \| \| \| \| \| \| \| \| \| \| \| \| \| \| \| \| \| \| \| \| \| \| \| \| \| \| \| \| \| \| \|                                            | Сверху вниз, слева направо: - Девятый ряд: Идентификационный знак офицера Штаба армии США, Идентификационный знак боевой службы в 82-й воздушно-десантной дивизии, Отличительный знак подразделения Корпуса квартирмейстеров. | |
| Master Parachutist Badge | | |
| Parachute Rigger Badge | | |
| Бронзовый пучок дубовых листьев | | Бронзовый пучок дубовых листьев · Бронзовый пучок дубовых листьев                                                                     |
| | Серебряный пучок дубовых листьев · Бронзовый пучок дубовых листьев | |
| Бронзовый пучок дубовых листьев · Бронзовый пучок дубовых листьев                                                                                      | | Бронзовый пучок дубовых листьев · Бронзовый пучок дубовых листьев · Бронзовый пучок дубовых листьев · Бронзовый пучок дубовых листьев |
| Бронзовая звезда за службу | Бронзовая звезда за службу · Бронзовая звезда за службу | |
| | | |
| | | |
| Army Staff Identification Badge · 82nd Infantry Division Combat Service Identification Badge · U.S. Army Quartermaster Corps Distinctive Unit Insignia | | |

- 1998: Заслуженный орден Святого Мартина от Ассоциации квартирмейстеров[103].
- 2001: награда «Выдающийся выпускник» от Университета штата Нью-Йорк[англ.] в Кортленде[2][104][105].
- 2002: звание «Выдающийся член полка квартирмейстеров»[106].
- 2004: награда «За выдающуюся службу» от Национальной ассоциации оборонного транспорта[2].
- 2007: награда «За выдающуюся службу» от Военного ордена мировых войн[англ.][107].
- 2009: премия Эйзенхауэра от Индустриального колледжа вооружённых сил[англ.][107][108].
- 2009: почётная степень доктора гуманитарных наук[англ.] от Университета штата Нью-Йорк[англ.] в Кортленде[105].
- 2010: почётная степень доктора военных наук от Норвичского университета в Нортфилде[англ.][107][109].

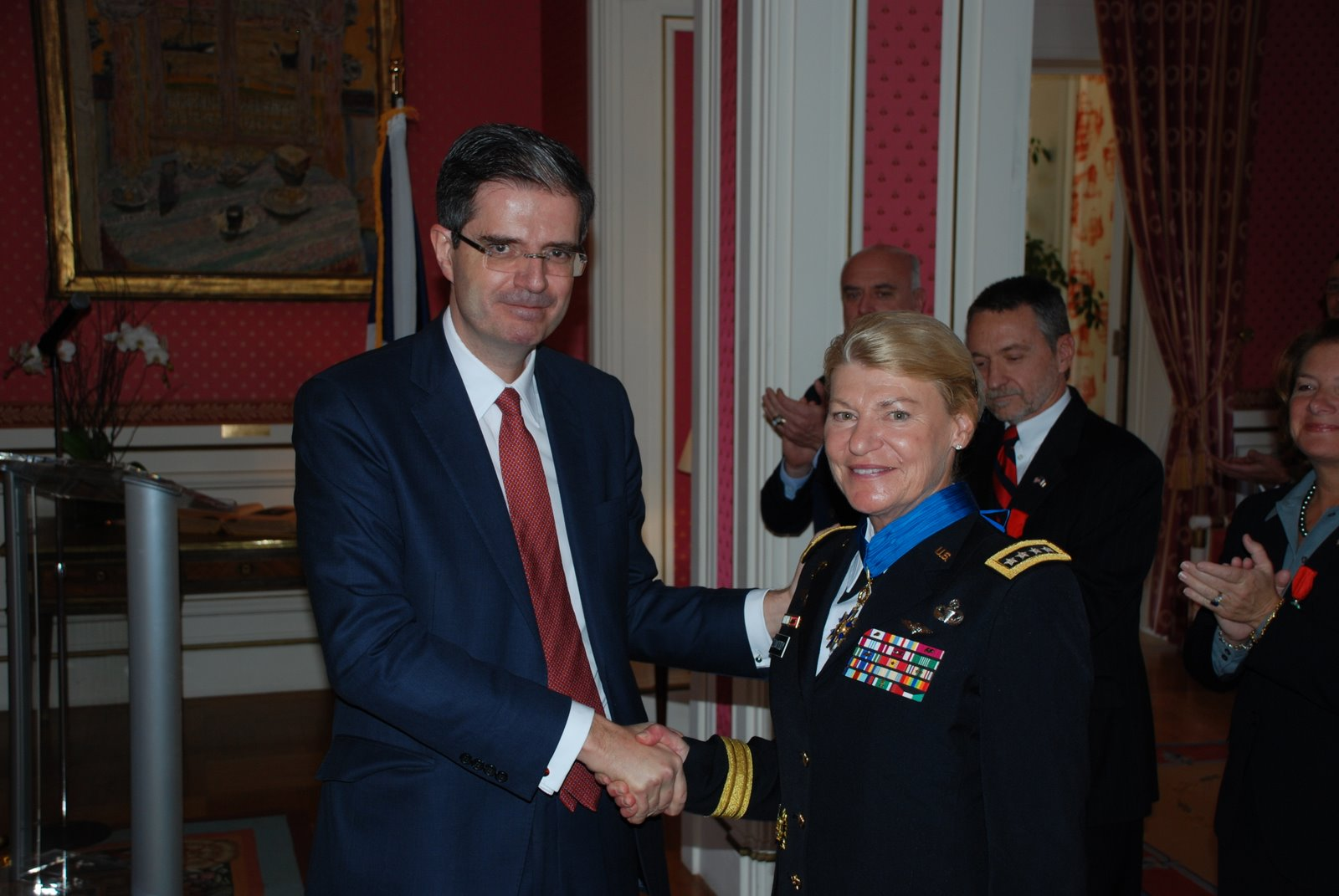
Награждение французским орденом «За заслуги», 9 ноября 2011 года

- 2011: Орден «За заслуги» степени командора (Франция; вручён послом[англ.] Франсуа Делатром во французском посольстве в Вашингтоне[англ.])[110].
- 2011: премия Теодора Рузвельта[англ.] от Национальной ассоциации студенческого спорта[111][112].
- 2011: ключи[англ.] от городов Хантсвилл и Мэдисон и округа Мэдисон, штат Алабама[113][114].
- 2012: премия «За достижения» от Студенческой ассоциации тенниса[англ.][115][116].
- 2012: введение в зал славы Университета штата Нью-Йорк[англ.] в Кортленде[117][118][119].
- 2012: премия «40 FOR 40» от «Женского спортивного фонда[англ.]»[120].
- 2012: звание «Женщина года» от «Объединённых организаций обслуживания»[121].
- 2012: введение в Зал славы квартирмейстеров[англ.][122][123].
- 2013: звание гранд-маршала[англ.] на «Американском параде» в Нью-Йорке[124][125][126][127][128].
- 2014: премия «Выдающийся выпускник» имени Джерома П. Кейпера от Флоридского технологического института[англ.][129].
- 2016: Почётная медаль острова Эллис от Национальной этнической коалиции организаций[англ.][130][131].
- 2017: вхождение в список 46 влиятельных женщин мира — «Первые: женщины, которые меняют мир» журнала «Time»[132].
- 2018: звание «Герой сообщества» от пиратского фестиваля Гаспарилла[англ.][133].
- 2018: введение в зал славы 82-й воздушно-десантной дивизии на базе Форт-Брэгг, штат Северная Каролина[134][135].
- 2018: почётная степень доктора гуманитарных наук от университета штата Мичиган[136][137].
- 2019: Награда Силвануса Тейера от Военной академии США[138][139][140][141].